# Соколовський Валентин Степанович
Валенти́н Степа́нович Соколо́вський (1938, Одеса, УРСР, СРСР — 2008, Одеса, Україна) — український медик, спортсмен і педагог, професор.

## Біографія
В. С. Соколовський народився у 1938 році в Одесі.
В 1960 році закінчив факультет фізичного виховання Одеського державного педагогічного інституту, а у 1968 році — лікувальний факультет Одеського медичного інституту імені М. І. Пирогова.
У 1968—1970 роках працював лікарем-фізіологом аварійно-рятувального загону Чорноморського морського пароплавства, а у 1970—1978 роках — асистентом кафедри нормальної фізіології Одеського медичного інституту.
В 1978 році захистив кандидатську дисертацію «Вплив гіпербаричної гіпотермії на температуру тіла і деякі показники кровообігу».
У 1978 році очолив кафедру спорту Одеського державного педагогічного інституту імені К. Д. Ушинського. В 1982—1987 роках був деканом факультету фізичного виховання.
З грудня 1987 року завідував кафедрою фізичного виховання і здоров'я з лікувальною фізкультурою і лікарським контролем Одеського медичного інституту, а з 2007 року — кафедрою фізичного виховання, спортивної медицини, фізичної реабілітації та валеології Одеського медичного університету.
У 1991 році захистив дисертацію «Адаптація організму людини до напруженої м'язової діяльності і розробка критеріїв оцінки» на здобуття наукового ступеня доктора медичних наук. В 1992 році присвоєно вчене звання професора.
Майстер спорту СРСР з легкої атлетики.
Помер у 2008 році в Одесі.

## Наукова діяльність
Головною сферою наукових досліджень  були питання адаптації організму спортсмена до багаторічних тренувальних навантажень, управління тренувальним процесом, застосування кореляційної лазерної спектроскопії в доклінічній діагностиці, а також критерії оцінки рівня здоров'я й адаптаційних перебудов, проблеми валеології.
Був членом двох Спеціалізованих вчених рад із захисту докторських та кандидатських дисертацій. Підготував 14 кандидатів та 2 докторів  наук. В. Соколовський — автор понад 180 наукових праць, серед яких 7 навчальних посібників, 17 винаходів, 27 авторських свідоцтв.

##### Праці
- Лікувальна фізична культура: Підручник / В. С. Соколовський, Н. О. Романов, О. Г. Юшкова.. — Одеса: ОДМУ, 2005. — 234 с.
- Психофізична гімнастика у комплексній санаторно-курортній реабілітації хворих на ішемічну хворобу серця: Методичні рекомендації/ уклад. В. С. Соколовський. — К., 2005. — 72 с.

## Нагороди
- У 2000 році присвоєно звання «Заслужений працівник освіти України».